# Лоліта Рітманіс
Лолíта Рíтманіс (латис. Lolita Ritmane; нар. 1 листопада 1962) — латвійсько-американська композиторка, відома своїми музичними роботами в фільмах та телепередачах, зокрема роботою над мультсеріалами «Бетмен майбутнього», «Супермен».

## Життєпис
Лоліта Рітманіс народилася 1 листопада 1962 р. в Портленді, штат Орегон. Її батьки- Андріс та Ася Рітманіс емігрували до США з Латвії після Другої світової війни.
Протягом свого дитинства Лоліта Рітманіс вивчала гру на фортепіано, флейті, гітарі та вокал, виступала в ансамблях джазової та класичної музики. Свою першу пісню написала в 11 років. Створюючи музику для латвійської музичної групи «Dzintars»(«Amber»), вона гастролювала в США, Канаді, Європі, Австралії, Новій Зеландії. Латвійські пісенні фестивалі давали можливість Лоліті виконувати свої твори перед великою аудиторією. В 1980 році вона закінчила середню школу Квіленда в Портленді, штат Орегон. Рітманіс переїхала в Лос-Анджелес, щоб навчатися в музичній школі Діка Гроува, де вона закінчила Програму композиції та Програму композиції кіномузики. Навчалася в композиторів Діка Гроува, Манделл Лоу, Лало Шіфріна, Генрі Манчіні, Алліна Фергюсона та Джека Феєрмона. Вона також вчилася індивідуально з учителями Мауро Бруно, Гібнером Кінгом, Меттом Деннісом.

## Кар'єра

### Кіно- та телевізійна композиція
Після закінчення навчання Лоліта Рітманіс почала працювати в Warner Bros. Entertainment Inc. та Walt Disney, в сфері оркестрації для фільмів. Вона забезпечила роботу композиторам: Майклу Камену, Базиліку Поледурісу, Ширлі Уокер, Марку Сноу та ін. В 1991 р., з допомогою композиторки Ширлі Уокер, Лоліта почала свою роботу як композитор кіно та телебачення. Співпраця з міс Уокер дала її можливість писати музику для «Бетмен: анімаційний серіал» в Warner Bros. Entertainment Inc. Вона продовжувала працювати в Warner Bros. над «Супермен: мультсеріал» та « Бетмен майбутнього». Рітманіс співпрацювала з композиторами Майклом МакКуістіоном і Крістофером Картером. вони створювали музику для The Zeta Project (Проєкт Зета), Teen Titans (Підлітки титани), Justice League Unlimited(Ліга Справедливості), Legion of Super Heroes (Легіон Супергероїв).
Лоліта Рітманіс організувала музичний супровід для більш ніж ста фільмів, мінісеріалів, телепередач, таких як: «Смертельна зброя 4», « Секретні матеріали», «Джіперс Кріперс 2», «Робін Гуд: принц злодіїв», «Кінцевий пункт призначення», «Західне крило», «Руйнівник».

### Концертні твори
Концертні твори Лоліти Рітманіс виконуються в США, Європі, Тайвані, Канаді, Латвії та Австралії. Симфонічна поема «Farewell To Riga» (Прощавай, Рига) була виконана в Портлендській громадянській аудиторії в 1982 р. ЇЇ кантанта « A New Day»(Новий день) була оприлюднена в Alice Tully Hall, Лінкольн-Центр.(1986 р.) Мюзикл «Tas Vakars Piektdiena» (Той же час в п'ятницю) показано в театрі Long Beach (Каліфорнія). Мюзикл «Skudra Un Sienazis» ( Мураха та коник-стрибунець) поставлено на фестивалі латвійської пісні в Thousand Oaks (Каліфорнія). Лоліті Рітманіс також належать твори: «Gudrais Padomins», « Rudentins Pie Durvim Klauve», «Eslingena»

### Dynamic Music Partners
В 2007 р. Лоліта Рітманіс та її колеги Майкл МакКуістіон і Крістофер Картер створили Dynamic Music Partners (DMP). DMP працював над Легіоном Супергероїв, фільмом Томаса Каллавея «Broke Sky».

### Альянс жінок-композиторів
В 2014 р. Лоліта Рітманіс з Лорою Карпман і Міріам Катлер заснували Альянс жінок-композиторів. Організація забезпечує допомогу та захист для жінок-композиторів.

## Нагороди
Була номінована на премію «Daytime Emmy Award»(2007 р.) в категорії «Музичний напрямок і композиція» за свою роботу над Легіоном Супергероїв.
В 2002 р. номінована на премію «Emmy» в номінації «Найкраща тема», категорія «Музика для Ліги Справедливості»

## Особисте життя
Одружена з музичним продюсером Марком Меттсоном. Разом із своїми трьома дітьми вони живуть в Каліфорнії.
1. ↑  Bibliothèque nationale de France BNF: платформа відкритих даних — 2011.